# داریو کریشیچ
داریو کریشیچ (کرواتی: Dario Krešić؛ زادهٔ ۱۱ ژانویهٔ ۱۹۸۴) بازیکن فوتبال و دروازه‌بان اهل کرواسی است. از باشگاه‌هایی که در آن بازی کرده‌است می‌توان به پائوک اشاره کرد. وی در تیم ملی فوتبال کرواسی نیز بازی کرده است.